# Josef Rötzer
Josef Franz Rötzer (21. března 1920 Vídeň – 4. října 2010 Vöcklabruck) byl rakouský lékař a tvůrce symptotermální metody přirozeného plánování rodičovství.

## Život a dílo
Základní školu a reálné gymnázium navštěvoval ve Vídni. V roce 1941 začal studovat medicínu. O šest let později (1947) promoval na Patologicko-anatomickém institutu Univerzity ve Vídni, kde také dva roky působil. Od roku 1951 byl činný jako úřední lékař v hornorakouském Vöcklabrucku. Právě v této době se se svojí manželkou začal věnovat vývoji tzv. symptotermální metody přirozeného plánování rodičovství, jejíž praktický návod poprvé publikoval v roce 1965. Jeho kniha Přirozená regulace početí (německy Natürliche Empfängnisregelung) se v roce 2006 dočkala již svého 30. vydání a byla přeložena do 16 jazyků, včetně češtiny.
Jako pozorovatel se účastnil biskupského synodu o rodině, který se konal v roce 1980 v Římě.
S Margaretou Krammovou († 2006), se kterou se oženil v roce 1945, měl pět dětí. Jeho dcera Elisabeth s ním spolupracovala ve vedení Institutu pro přirozenou regulaci početí (německy Institut für Natürliche Empfängnisregelung – zkr. INER).
V prosinci 1992 byl rakouským prezidentem jmenován profesorem.
Zemřel 4. října 2010 ve Vöcklabrucku (Rakousko) ve věku 90 let.

## Vyznamenání
- komtur s hvězdou Řádu svatého Řehoře Velikého (Vatikán, 16. června 2002) – udělen papežem Janem Pavlem II.